# Medaglia al servizio militare dell'Ucraina
La Medaglia al servizio militare dell'Ucraina (in ucraino Медаль «За військову службу Україні»?, Medal' «Za vijs'kovu službu Ukraїni») è un'onorificenza ucraina, istituita il 5 ottobre 1996 con decreto presidenziale № 931.

## Assegnazione
La medaglia viene concessa dal Presidente dell'Ucraina per i seguenti criteri:
- Per il coraggio personale, l'audacia e le azioni altruistiche mostrate nella tutela degli interessi nazionali dell'Ucraina;
- Per aver ottenuto un'elevata prontezza al combattimento delle truppe e garantire la capacità di difesa dell'Ucraina;
- Per servizio militare esemplare;
- Per lo svolgimento di compiti speciali per garantire la sicurezza nazionale dell'Ucraina;
- Per meriti nella protezione del confine di stato dell'Ucraina;
- Per 25 anni di servizio militare impeccabile.

La medaglia può essere assegnata a cittadini stranieri e apolidi, e può essere conferita postuma.

## Insegne

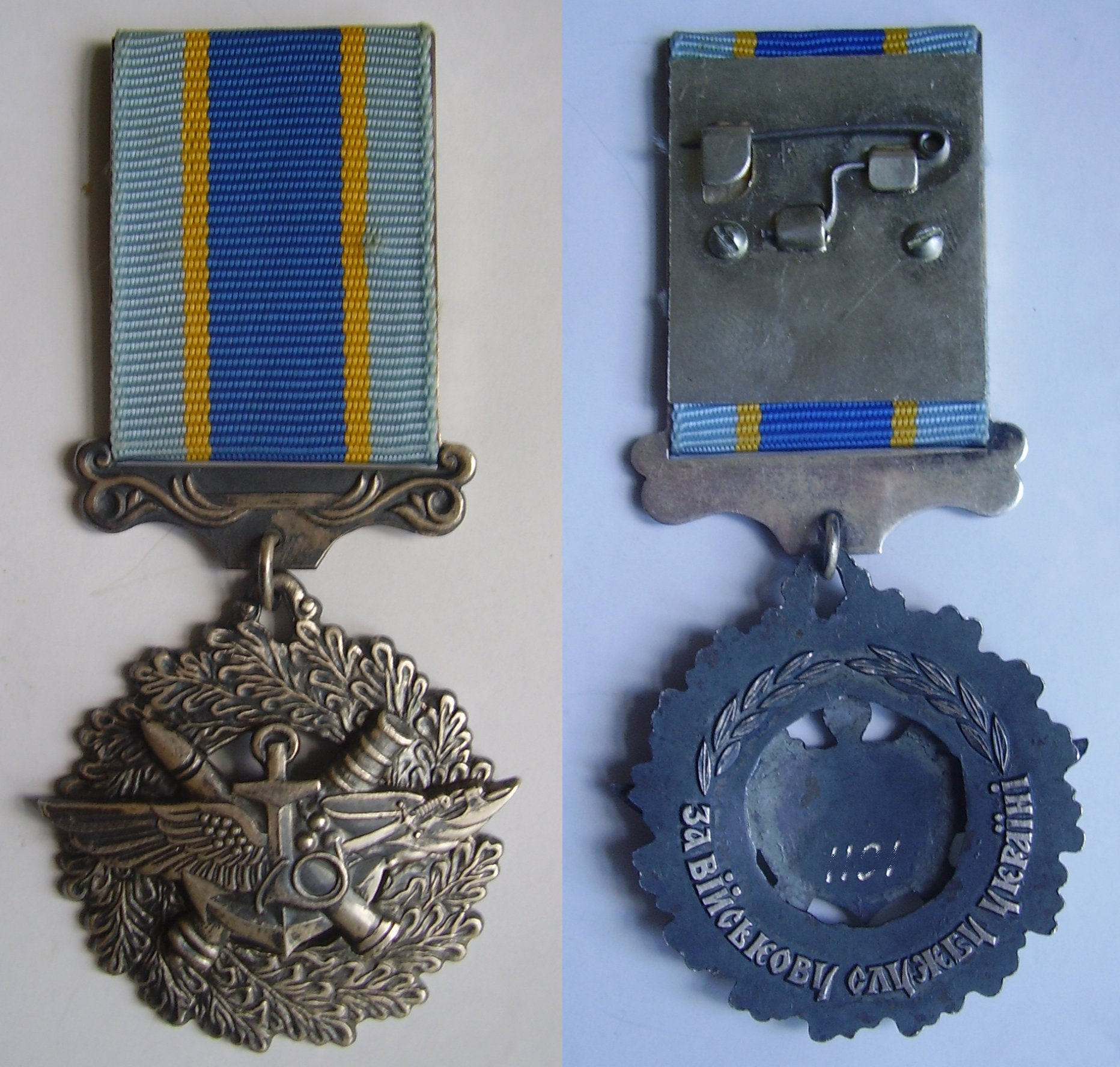
Fronte e retro della medaglia.

La medaglia "Al servizio militare dell'Ucraina" è d'argento e ha la forma di una ghirlanda di foglie di quercia. Alla ghirlanda è sovrapposta una composizione con le immagini di armi e simboli militari (razzo, cannone, sciabola, tromba da battaglia, bandiere, ali, ancora). Tutte le immagini sono in rilievo. Il diametro della corona è di 40 mm. Il rovescio della medaglia è piatto, con un numero in rilievo. La ghirlanda è collegata ad un anello con occhiello tramite un blocco rettangolare ricoperto da un nastro, le cui dimensioni sono: lunghezza 45 mm e larghezza 28 mm. La parte inferiore del blocco è sagomata. Sul retro del blocco c'è una spilla per agganciare la medaglia ai vestiti. Il nastro della medaglia è di seta moiré, azzurro con una striscia blu al centro e due gialle ai lati. La larghezza del nastro è di 28 mm. La larghezza delle strisce è: blu 12 mm, giallo 2 mm.